# Bocicoiu Mare
Bocicoiu Mare is een Roemeense gemeente in het district Maramureș.
Bocicoiu Mare telt 4461 inwoners.